# Samuel Benchetrit

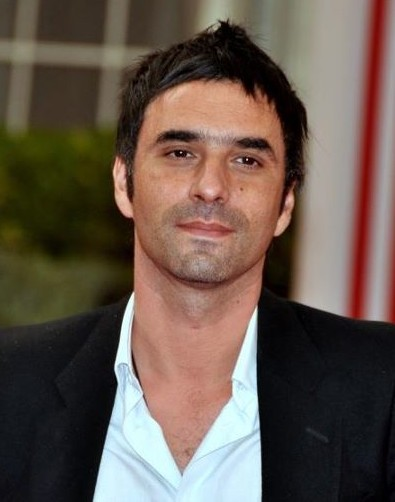
Samuel Benchetrit 2011

Samuel Benchetrit (* 26. Juni 1973 in Champigny-sur-Marne, Département Val-de-Marne) ist ein französischer Regisseur, Drehbuchautor, Schauspieler und Schriftsteller.

## Leben
Samuel Benchetrit wuchs in einfachen Verhältnissen in Champigny-sur-Marne, einem Vorort im Südosten von Paris auf. Seine Mutter ist Französin, sein Vater ukrainisch-marokkanischer Abstammung. Mit fünfzehn Jahren zog er von zuhause aus und ging nach Paris. Dort machte er eine Fotolehre, ging diversen Beschäftigungen nach, arbeitete unter anderem als Fotograf und drehte erste Kurzfilme. Mit achtzehn Jahren gewann er einen Preis für einen Kurzfilm und machte die Bekanntschaft von Jean-Louis Trintignant, dessen Tochter Marie er später heiratete. Marie Trintignant und François Cluzet spielten 2003 auch die Hauptrolle in Benchetrits Debütfilm Janis et John. Die mit Sergi López, Christopher Lambert und Jean-Louis Trintignant prominent besetzte Komödie war zugleich der letzte Film der Schauspielerin, die während Dreharbeiten zu einer TV-Biografie über die Schriftstellerin Colette in Vilnius starb.
Für den Episodenfilm J’ai toujours rêvé d’être un gangster wurde Benchetrit 2008 beim Sundance Film Festival mit dem World Cinema Screenwriting Award ausgezeichnet und gewann 2009 den Prix Lumières für das Beste Drehbuch. Bereits 2002 war sein Kurzfilm Nouvelle de la tour L mit einer Nominierung für den Europäischen Filmpreis in der Kategorie Bester Kurzfilm bedacht worden. 2011 erschien sein Roman Le cœur en dehors, für den er 2009 den Prix du roman populiste erhielt, unter dem Titel Rimbaud und die Dinge des Herzens auch in deutscher Übersetzung.
Samuel Benchetrit war bis zu deren Tod 2003 mit Marie Trintignant verheiratet, aus der Ehe ging ein Sohn, der Schauspieler Jules Benchetrit (* 1998) hervor. Bis 2012 war er mit der Schauspielerin Anna Mouglalis liiert, die auch in J’ai toujours rêvé d’être un gangster und Bei Gino mitwirkte. Sie haben eine gemeinsame Tochter (* 2007). Im Juni 2018 heiratete Benchetrit Vanessa Paradis, mit der er seit 2016 liiert ist.

## Filmografie
- 2000: Nouvelle de la tour L (Kurzfilm) – Drehbuch und Regie
- 2003: Janis et John – Kurzauftritt, Drehbuch und Regie
- 2005: Backstage – Regie: Emmanuelle Bercot – Darsteller
- 2007: J’ai toujours rêvé d’être un gangster – Drehbuch und Regie
- 2009: La marche des crabes (Kurzfilm) – Regie: Hafid Aboulahyane – Darsteller
- 2011: Bei Gino (Chez Gino) – Drehbuch und Regie
- 2011: Goldman (TV) – Regie: Christophe Blanc – Darsteller
- 2012: Un enfant de toi – Regie: Jacques Doillon – Darsteller
- 2013: Revox (Kurzfilm) – Regie: Raphaël Haroche – Darsteller
- 2014: Les gazelles – Regie: Mona Achache – Darsteller
- 2015: Wir sind alle Astronauten (Asphalte) – Regie
- 2017: Chacun sa vie – Darsteller

## Theater
- 2001: Comédie sur un quai de gare
- 2005: Moins deux

## Veröffentlichungen
- 2000: Récit d’un branleur. Paris: Juillard, ISBN 978-2-260-01542-0
- 2005: Les Chroniques de l’Asphalte, Band I
- 2007: Les Chroniques de l’Asphalte, Band II
- 2009: Le cœur en dehors (dt. Rimbaud und die Dinge des Herzens. Roman. Aufbau-Verlag, Berlin 2011, ISBN 978-3-351-03312-5)
- 2010: Les Chroniques de l’Asphalte, Band III